# Åcka naturreservat
Åcka naturreservat är ett naturreservat i Hudiksvalls kommun i Gävleborgs län.
Området är naturskyddat sedan 2019 och är 72 hektar stort. Reservatet angränsar i söder till Tolocksjön och består av talldominerad skog på höjder, barrblandskog med bitvis högt aspinslag samt grandominerad sumpskog vid en tjärn.